# Catastrofa feroviară din Odisha
Catastrofa feroviară din Odisha a fost o coliziune între trei trenuri, în care au fost implicate un tren de marfă, un tren Coromandel Express 12841 și un tren SMVT Bengaluru-Howrah SF Express 12864. Accidentul a avut loc pe 2 iunie 2023 în statul indian Odisha. Cel puțin 280 de persoane au murit și aproximativ 900 au fost rănite în urma incidentului.

## Accidentul
La 2 iunie 2023, în jurul orei locale 19:00 (13:30 GMT), două trenuri de pasageri s-au ciocnit pe linia principală Howrah-Chennai, în apropiere de Bahanaga Bazar, în districtul Balasore din statul estic Odisha, provocând moartea a cel puțin 280 de persoane și rănirea altor peste 900. Se crede că primul tren a deraiat, iar unele dintre vagoanele sale s-au răsturnat și au ajuns pe calea ferată opusă, unde au fost lovite de cel de-al doilea tren. Un tren de marfă a fost, de asemenea, implicat în accident.
Trenurile de pasageri implicate au fost 12841 Coromandel Express (între Shalimar și MGR Chennai Central) și 12864 SMVT Bengaluru-Howrah SF Express (între SMVT Bengaluru și Howrah).

## Răspuns
Căile ferate indiene și guvernele din Odisha și Bengalul de Vest au pus la dispoziție numere de telefon de asistență. Potrivit secretarului-șef din Odisha, Pradeep Jena, pentru operațiunile de salvare au fost mobilizate 3 unități NDRF, 4 unități ODRAF, peste 15 echipe de pompieri salvatori, 100 de medici, 200 de membri ai poliției și 200 de ambulanțe. S-a raportat că alte patru echipe NDRF erau în drum spre locul accidentului. Companiile locale de autobuze au ajutat la transportul pasagerilor răniți. Localnicii au oferit pasagerilor apă și i-au ajutat să își recupereze bagajele acolo unde a fost posibil.

## Urmări
Căile ferate au anunțat despăgubiri de 10 lakh ₹ (1.000.000 de rupii) pentru familiile celor decedați, 2 lakh ₹ (200.000 de rupii) pentru cei grav răniți și 50.000 de rupii pentru cei cu răni ușoare. În plus, o compensație ex gratia de 2 lakh ₹ (200.000 de rupii) din Fondul național de ajutorare a prim-ministrului ar urma să fie acordată familiilor celor decedați și de 50.000 de rupii pentru cei răniți.
În urma accidentului, 49 de trenuri au fost anulate și 38 de trenuri au fost deviate pe o altă rută. Cursa inaugurală a trenului Mumbai CSMT-Madgaon Vande Bharat Express, care era programată pentru 3 iunie, a fost, de asemenea, anulată. Ministrul căilor ferate Ashwini Vaishnaw urma să participe la eveniment, iar prim-ministrul Modi urma să dea startul trenului prin intermediul unei legături video.
În urma incidentului, ministrul-șef al Odisha, Naveen Patnaik, a declarat doliu de stat de o zi.

## Reacții
Narendra Modi, prim-ministrul Indiei, și-a exprimat mâhnirea în legătură cu incidentul și a transmis gândurile sale familiilor îndurerate. Ministrul de interne al Uniunii, Amit Shah, a descris incidentul ca fiind „profund dureros”.
Actualii miniștri șefi ai statelor Odisha și Bengalul de Vest și-au exprimat profunda îngrijorare cu privire la dezastru.